# Tetrapterys cardiophylla
Tetrapterys cardiophylla är en tvåhjärtbladig växtart som beskrevs av Franz Josef Niedenzu. Tetrapterys cardiophylla ingår i släktet Tetrapterys och familjen Malpighiaceae. Inga underarter finns listade i Catalogue of Life.